# 辛島篤
辛島 篤（からしま あつし、1884年（明治17年）11月12日 - 1925年（大正14年）5月30日）は、日本の女性医師。大分県における女性医師の先駆者の一人。

## 来歴
大分県宇佐郡佐田村（現：安心院町）に、医師の高木盛胤の三女として生まれる。16歳の時、宇佐郡駅館村（現：宇佐市）出身で大分市で歯科医を開業していた辛島汎と結婚した。